# Alpheus hailstonei
Alpheus hailstonei is een garnalensoort uit de familie van de Alpheidae. De wetenschappelijke naam van de soort werd in 1905 gepubliceerd door Coutière.